# S·伊佩瑟·默克森
S·伊佩瑟·默克森（英語：S. Epatha Merkerson，1952年11月28日—），女，美国演员。曾获得黄金时段艾美奖迷你影集／电视电影最佳女主角。